# Astrosphaeriella asiana
Astrosphaeriella asiana är en svampart som först beskrevs av K.D. Hyde, och fick sitt nu gällande namn av Aptroot & K.D. Hyde 2000. Astrosphaeriella asiana ingår i släktet Astrosphaeriella och familjen Melanommataceae.   Inga underarter finns listade i Catalogue of Life.